# Laureano Landaburu
Laureano Landaburu (Saladillo, Provincia de San Luis, 4 de junio de 1882 - San Luis, 20 de noviembre de 1950) fue un abogado y político argentino, que ejerció el cargo de Gobernador de la Provincia de San Luis entre 1930 y 1933; por su condición de conservador, no fue desplazado por el golpe de Estado que inició la llamada Década Infame.

## Biografía
Estudió en el Colegio Nacional de la ciudad de San Luis y se doctoró en Derecho en la Universidad de Buenos Aires.
De regreso a la Provincia de San Luis ejerció como juez de paz, agente fiscal, miembro del Superior Tribunal de Justicia (del que llegó a ser presidente), diputado provincial, elector presidencial y diputado de la Convención Constituyente de la Provincia. Fue diputado nacional entre 1920 y 1928.
En 1930 fue candidato del partido conservador de su provincia, el Partido Demócrata Liberal, a la gobernación, derrotando al candidato radical en las primeras elecciones directas de su provincia. Las mismas se celebraron pocas semanas antes del golpe de Estado de ese año. En vista de que no se trataba de un gobierno radical, el dictador Uriburu ordenó no intervenir la provincia, como sí lo hizo con las doce que eran gobernadas por radicales. De modo que Landaburu no tuvo problemas en asumir su gobierno, y a su vez apoyó irrestrictamente la dictadura de Uriburu.
Entre sus ministros estuvieron Umberto Rodríguez Saá y Reynaldo Pastor, un exgobernador y un futuro gobernador de la provincia. Entre sus medidas de gobierno estuvo la reparación de los caminos destrozados por una temporada de lluvias torrenciales, la creación de la Inspección Técnica de Vialidad y el establecimiento de un servicio de ómnibus entre las principales ciudades de la provincia. Creó varias escuelas y el cementerio de El Trapiche. Se sancionó la Ley de Representación de las Minorías tanto en la Legislatura como en los Concejos Deliberantes. Fomentó el cultivo del olivo, de la vid y de los citrus con exenciones de impuestos y otros beneficios; favoreció también algunas iniciativas industriales y mineras. Promulgó una Ley de Representación de las Minorías, por la cual debían estar representadas tanto en los concejos municipales como en la Legislatura.
El Partido Liberal pasó a formar parte de la federación de partidos provinciales conocidos como el Partido Demócrata Nacional; este partido, más la Unión Cívica Radical Antipersonalista y el Partido Socialista Independiente, formó la llamada Concordancia, que dominó la política de los siguientes trece años, por medio del "fraude patriótico", que dio lugar al apelativo de Década Infame para el período. Landaburu apoyó esta coalición. En 1933, cansado de lidiar con las estrecheces presupuestarias derivadas de la crisis económica mundial, se hizo elegir senador nacional y renunció al cargo de gobernador más de un año antes de terminar su mandato, siendo sucedido por el presidente de la Legislatura, Toribio Mendoza (hijo).
Se desempeñó como senador hasta la revolución del 43, habiendo sido reelecto dos años antes. Dos de sus hijos llegaron a ocupar lugares destacados en la política nacional: Laureano fue un destacado opositor a Juan Domingo Perón y ministro de la dictadura autodenominada Revolución Libertadora; su hermano Jorge fue un oficial de la Fuerza Aérea Argentina, que llegó al rango de comodoro y ocupó el cargo de secretario de Aeronáutica en el Ministerio de Defensa de la Nación.